# Красные егеря

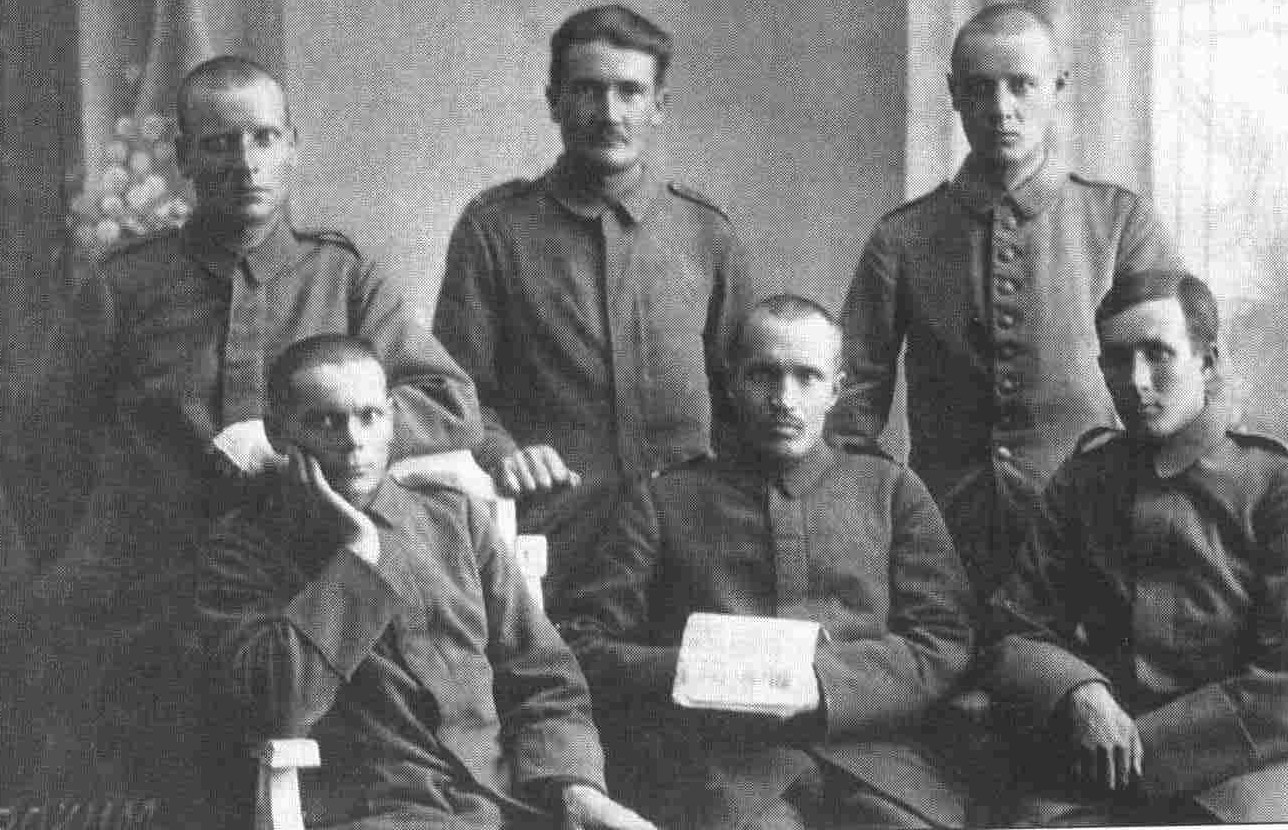
Члены Исполнительного комитета рабочих егерей в Либаве 23 октября 1917 года. Задний ряд: Хаутамяки, Сювяярви, Тамминен. Первый ряд: Репо, Кемппайнен, Полтто.

Красные егеря (фин. Punajääkärit или punaiset jääkärit, также называемые рабочими егерями) — члены левого крыла егерского движения, прошедшего военную подготовку в 27-м королевском прусском егерском батальоне, которые, в отличие от оставшихся в Германии и так не побывавших в бою участниках, при возвращении в Финляндию, участвовали на стороне красных в Гражданской войне в Финляндии. Красным егерям в Финляндии посвящено сравнительно мало исторических исследований.

## Возникновение левого крыла
Между шведскоязычными и финноязычными членами егерского движения так называемыми по фински «rivijääkärit» возникали конфликты по разным причинам. Из а идеологических конфликтов, в июне 1917 года так называемая Егерская оппозиция организовалась в батальонном совете, они организовали собственные органы управления по подобию российских советов основу которого составили солдатские депутаты. Один из влиятельных представителей данных советов был егерь Юхо Кемппайнен.
В сентябре 1917 года группа «Рабочих егерей» основала организацию внутри батальона под названием Исполнительный комитет рабочих егерей. На учредительно собрании нового комитета 9 сентября, присутствовали Егеря левого толка а именно Хейкки Репо, Арттури Кястамя, Антти Сефаниас Хаутамяки, Лаури Вильгельм Нииранен, Фредрик Александр Полтто и три Хильфсгруппенфюрера: Юхо Кемппайнен, Вильо Йоханнес Сювяярви и Йоханнес Тамминен. Организатор собрания остался неизвестен. Председателем учередительного собрания был егерь по имени Хейкки Репо. На учредительном собрании было принято принципиальное решение вернуться с остальными егерями в Финляндию и там принять решение о выборе своей стороны в возможном конфликте между красными и белыми.
Хейкки Репо прославился в связи участия в «стычке Симона» которая произошла в 1916 году, из а того что он не участвовал активно в обороне осажденного лагеря егеря вместе с другими егерями, из а этого среди егерей он начал называться Эфиальт что с перевода греческого означает предатель. Однако после освобождения из тюрьмы, Репо вернулся в егерский батальон.

## Возвращение в Финляндию
Когда большинство егерей вернулось в Финляндию 25 февраля 1918 года, многие Красные егеря были, по крайней мере были отделены от основной группы егерей. Некоторые остались или признаны политически неблагонадежными и были оставлены на гражданские работы в Германии, некоторые подписали служебный контракт с правительственными войсками, «кусая зубы», потому что обязательство гарантировало бесплатную обратную поездку в Финляндию. 900 человек отправились в Финляндию в качестве основной группы, по оценке Хейкки Рево, оставшихся осталось 400 человек.
Некоторые из оставшихся красноегерей а именно более 200 человек, были «баренфельттарами», отправленными в штрафное подразделение трудовой группы Альтона-Баренфельд, само подразделение жило в ужасных условиях на артиллерийском складе под Гамбургом.
Некоторые красноегеры были в составе вернувшихся в Финляндию егерей из Германии, например Лео Мякелин, который, однако, отказался воевать в гражданской войне по идеологическим соображениям.